# Somtet
Somtet est un hameau de la commune belge de Mettet située en Région wallonne dans la province de Namur.
Avant la fusion des communes de 1977, Somtet faisait déjà partie de la commune de Mettet.

## Situation
Ce hameau condrusien se situe à environ 1 km au sud du centre de Mettet. Il est bordé par les nationales 98 (à l'est) et 932 (au sud) et jouxte le parc d'activités économiques de Mettet ainsi que le circuit Jules Tacheny. 

## Description
Somtet possède plusieurs anciennes fermes dont la ferme de Rabooz, isolée au nord de la localité et datée de 1727.

## Patrimoine
La chapelle Notre-Dame du Perpétuel Secours, de style néo-gothique, a été construite à la fin du XIXe siècle. Elle est précédée d'un auvent original et peu conventionnel